# Almost Famous
Almost Famous es el álbum debut de la cantante de R&B Lumidee, lanzado en el 2003, por la compañía de Universal Records.
El primer sencillo de este álbum fue Never leave you (Uh Oooh, Uh Oooh) quien logró debutar en el lugar #23 de los Billboard.

## Tracklisting
1. Almost Famous
2. Honestly
3. Crashin' A Party
4. Never Leave You (Uh Oooh, Uh Oooh)
5. For Keeps
6. Go With Me
7. Only For Your Good
8. Suppose To Do
9. Air To Breathe
10. My Last Thug
11. Break Away
12. Me & You
13. Uh Oooh Remix(feat. Fabolous and Busta Rhymes)

- Datos: Q3612836